# Ікалто
Ікалто (груз. იყალთო) — село в Грузії.
За даними перепису населення 2014 року в селі проживає 2034 особи.